# Antonio Maria Lavazza
Antonio Maria Lavazza (1683 circa – 1708) è stato un liutaio italiano. Costruttore della famiglia milanese dei Lavazza, sono rimasti pochi suoi violini, nessuno di certa attribuzione. Costruiva su modello Stradivari e usava una vernice di colore rosso chiaro. È morto in giovane età, come conseguenza di un duello fatale contro Giovanni Battista, della rivale famiglia di liutai Grancino.
Una sua etichetta riporta:
Antonio Maria Lavazza fece in
Milano, habita in contrada
Largha 1703